# Salagena albovenosa
Salagena albovenosa is een vlinder van de familie van de Metarbelidae. De wetenschappelijke naam van de soort is voor het eerst gepubliceerd in 2011 door Wolfram Mey.
De soort komt voor in Namibië en Zuid-Afrika.